# Scheloribates ponticuliger
Scheloribates ponticuliger är en kvalsterart som först beskrevs av Berlese 1916.  Scheloribates ponticuliger ingår i släktet Scheloribates och familjen Scheloribatidae. Inga underarter finns listade i Catalogue of Life.